# Shidehara Kijūrō

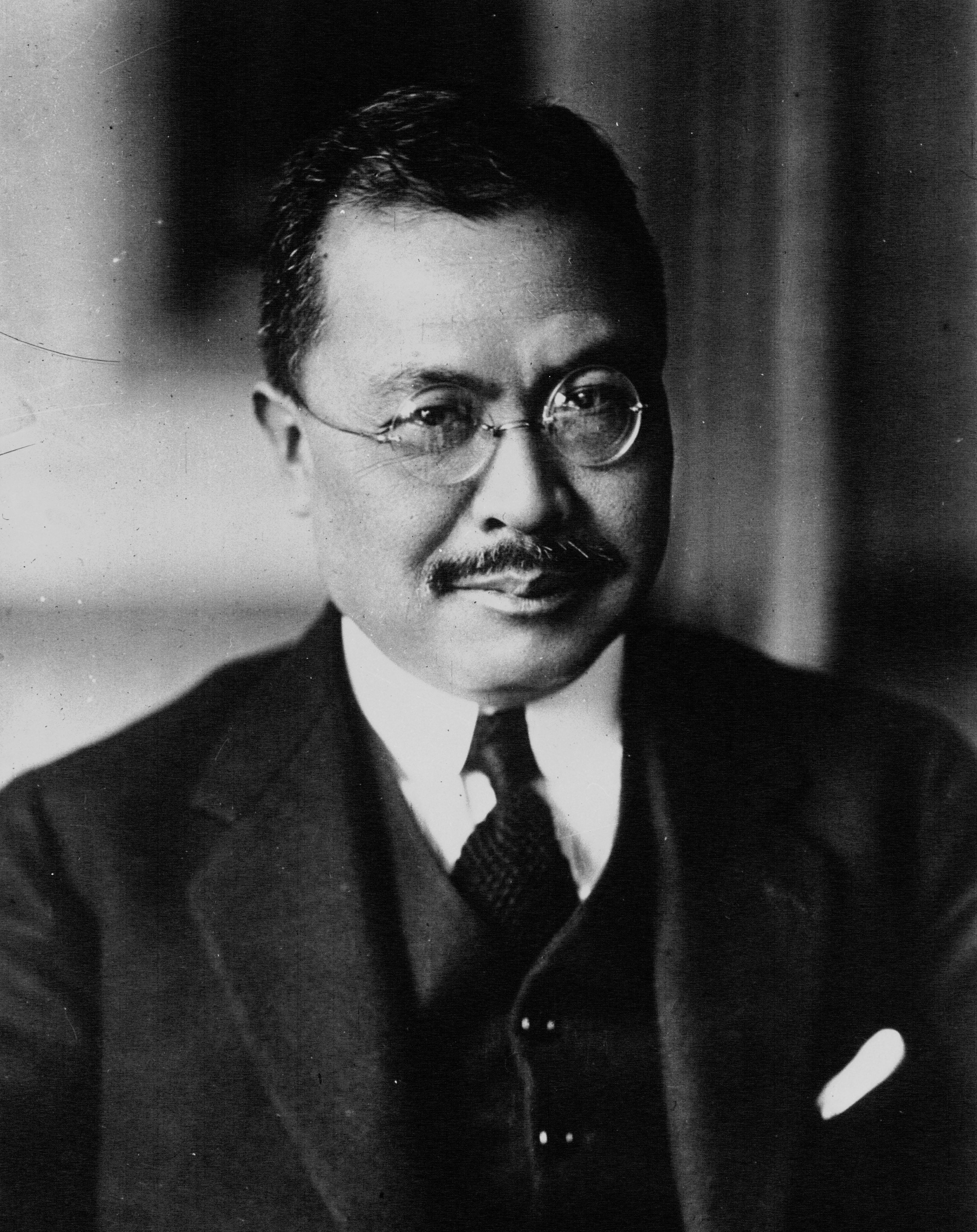
Shidehara Kijūrō (1930)

Shidehara Kijūrō (japanisch 幣原 喜重郎; * 13. September 1872 im Landkreis Matta (heute: Kadoma), Präfektur Osaka; † 10. März 1951 in Tokio) war ein japanischer Diplomat und Politiker. Er war vor dem Zweiten Weltkrieg als Außenminister der Architekt der nach ihm benannten Shidehara-Diplomatie, einer auf Ausgleich mit den westlichen Großmächten ausgerichteten Außenpolitik, die auf territoriale Expansion in China verzichtete, war vom 9. Oktober 1945 bis 22. Mai 1946 der 44. Premierminister Japans und von 1949 bis zu seinem Tod Präsident des Shūgiin, dem Unterhaus des nationalen Parlaments.

## Leben

### Frühe Jahre
Shidehara wurde in die Familie eines reichen Grundbesitzers geboren. In seiner Jugend wurde er von liberalen Ideen beeinflusst. Er schloss 1895 sein Studium der Rechtswissenschaft an der Kaiserlichen Universität Tokio ab und trat danach in den diplomatischen Dienst ein. Sein erster Auslandsaufenthalt führte ihn 1896 nach Korea, wo er im Konsulat in Chemulpo unter Ishii Kikujirō diente. Es folgten Delegierungen nach London und Antwerpen, wo er ab 1900 als Konsul diente. 1903 heiratete er Iwasaki Masako, eine Tochter des Gründers des Mitsubishi-Konzerns Iwasaki Yatarō. Masako war christlichen Glaubens und übte wahrscheinlich mit ihren von den Ideen Uchimura Kanzōs geprägten pazifistischen Ansichten einen großen Einfluss auf ihren Mann aus. Sie unterstützte später die liberale Kenseikai-Partei.

### Diplomat und Außenpolitiker
1904 kehrte Shidehara nach Tokio zurück und übernahm einen Posten in der Telegraphischen und Forschungsabteilung des Außenministeriums, wo er erneut unter Ishii diente. Ab 1912 folgten Verwendungen als Botschaftsrat in Washington und London sowie als Gesandter in Den Haag und Kopenhagen. Von 1915 bis 1919 diente Shidehara als Vize-Außenminister unter fünf verschiedenen Ministern, beginnend mit Ishii Kikujirō. Anschließend wurde er zum Botschafter in Washington ernannt, was er bis 1922 blieb. Er leitete das japanische Vorbereitungskomitee für die Pariser Friedenskonferenz 1919 und vertrat Japan als Verhandlungsführer bei der Washingtoner Flottenkonferenz von 1921/22. Die Rückgabe Kiautschous in Shandong an China geht wesentlich auf seinen Einfluss zurück. 1920 war Shidehara mit der Verleihung des Titels danshaku (Baron) in den Adelsstand erhoben worden und erhielt 1925 einen Sitz im Kizokuin (Herrenhaus).
1924 wurde Shidehara zum Außenminister in der Regierung von Katō Takaaki ernannt und behielt diesen Posten auch in der folgenden Regierung von Wakatsuki Reijirō. In dieser Funktion handelte er mehrere Handelsverträge aus und bereitete den Weg zur diplomatischen Anerkennung der Sowjetunion 1925 und zum Beitritt Japans zum Briand-Kellogg-Pakt, der 1929 erfolgte. Seine Politik der Anlehnung an die westlichen Mächte, des Noninterventionismus insbesondere in Bezug auf China und des Festhaltens an den Prinzipien des Völkerbundes wird als Shidehara-Diplomatie bezeichnet. Shidehara war nach dem Ersten Weltkrieg der führende Vertreter der sogenannten „großjapanischen“ Liberalen, die im Gegensatz zu den unbedeutenderen „kleinjapanischen“ Liberalen zwar an den erworbenen Kolonien festhalten wollten – die beiden Gruppen dominierten zusammen die bürgerlichen Vorkriegsparteien Seiyūkai und Minseitō und deren Vorläufer –, aber anders als die Asianisten und Militaristen keine weitere Expansion in Ostasien anstrebten.
Nach der zwischenzeitlichen Übernahme der Regierung durch den Konservativen Tanaka Giichi kehrte Shidehara 1929 als Außenminister unter Hamaguchi Osachi in die Regierung zurück. Seine Bereitschaft zu Zugeständnissen bei den Verhandlungen über einen neuen Flottenvertrag auf der Londoner Konferenz 1930 wurde von der militaristischen Fraktion scharf kritisiert. Er vertrat Hamaguchi nach dessen Verletzung bei einem Attentat im November 1930 zeitweilig auch als Premierminister. Der Mukden-Zwischenfall vom September 1931 führte schließlich zum Rücktritt der zweiten Regierung Wakatsuki im Dezember 1931. Gegen Shidahara persönlich wurden von der Militärfraktion zusätzlich Vorwürfe wegen einer Abhöraffäre, datierend aus der Zeit der Washingtoner Flottenkonferenz, ins Spiel gebracht. Die Außenpolitik Japans wurde in der Folge mehr und mehr von den Militärs bestimmt.
Nach seinem Rückzug aus der aktiven Politik wohnte er noch bis 1938 in Tokio, wonach es für ihn dort zu gefährlich wurde und er nach Kamakura umzog. Er behielt seinen Sitz im Oberhaus, ohne dort noch besonders hervorzutreten. Von der Regierung von Konoe Fumimaro wurde er noch 1941 beauftragt, Vorschläge für die Verhandlungen über die Beilegung der beiderseitigen Streitpunkte mit den Vereinigten Staaten auszuarbeiten. Im Zweiten Weltkrieg gehörte er der Gruppe von kaltgestellten Politikern an, die über ihre noch bestehenden Verbindungen Sondierungen über eine frühzeitige Beendigung des Krieges führten.

### Nach dem Krieg
Nach Kriegsende und dem Rücktritt des Übergangspremiers Prinz Higashikuni Naruhiko im Oktober 1945 wurde Shidehara vom Shōwa-Tennō (Hirohito) mit der Regierungsbildung beauftragt. Zu seinen Aufgaben gehörte die Zusammenarbeit mit den Besatzungsbehörden unter Douglas MacArthur bei der Verfolgung der Kriegsverbrecher und die reibungslose Rückführung der japanischen Soldaten. Die wohl wichtigste Aufgabe seiner Regierung war jedoch die Ausarbeitung der neuen japanischen Verfassung in Abstimmung mit den Amerikanern. Die Aufnahme des Artikels 9 mit dem darin festgeschriebenen Kriegsverzicht geht laut MacArthur auf Shidehara zurück. Ebenso sorgte er für die Verzichtserklärung des Tennō auf seinen Anspruch auf Göttlichkeit. Dies und die Beschränkung auf eine rein repräsentative Funktion ermöglichte erst den Erhalt der Institution des Tennō (Artikel 1).
Im ersten Kabinett Yoshida blieb er Staatsminister, war Leiter der Demobilisierungsbehörde und später kurzzeitig stellvertretender Premierminister. Er wurde nach dem von den Besatzungsbehörden verhängten Ämterverbot für Machida Chūji 1946 dessen Nachfolger als Vorsitzender der Fortschrittspartei Japans (Nihon Shimpotō), später schloss er sich der Demokratischen Partei an, wo er zu den Gegnern der Koalition mit den Sozialisten gehörte und die Partei 1947 verließ. Er war danach Mitgründer des Dōshi Club, 1948 Mitglied des „Demokratischen Klubs“ (Minshu Club) und schließlich der Demokratisch-Liberalen Partei. 
1947 wurde Shidehara erstmals in ein politisches Amt gewählt: Bei der Wahl am 25. April 1947 zum Shūgiin, dem Unterhaus, erhielt er im viermandatigen Wahlkreis Ōsaka 3 den höchsten Stimmenanteil und zog für die erste von zwei Legislaturperioden ins Parlament ein. Nach dem Wahlsieg der Liberalen, denen sich nun die meisten Demokraten angeschlossen hatten, bei der Shūgiin-Wahl 1949 wurde er zum Präsidenten des Shūgiin gewählt und behielt die Position bis zu seinem Tod im März 1951.

## Wissenswertes

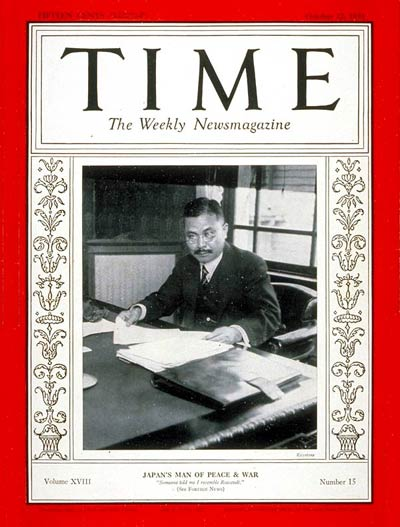
Shidehara auf der Titelseite von Time

- Shideharas Bruder Taira war der erste Präsident der Kaiserlichen Universität Taihoku.
- Shidehara war während der durch den Mukden-Zwischenfall ausgelösten Mandschurei-Krise im Oktober 1931 als „Japans Mann für Krieg & Frieden“ („Japan’s Man of Peace & War“) auf der Titelseite der Time abgebildet.
- Shidehara war der letzte Premierminister Japans, der zum japanischen Adel (Kazoku) gehörte. Dieser wurde in der Verfassung von 1947 abgeschafft.